# Küsterlandkapelle

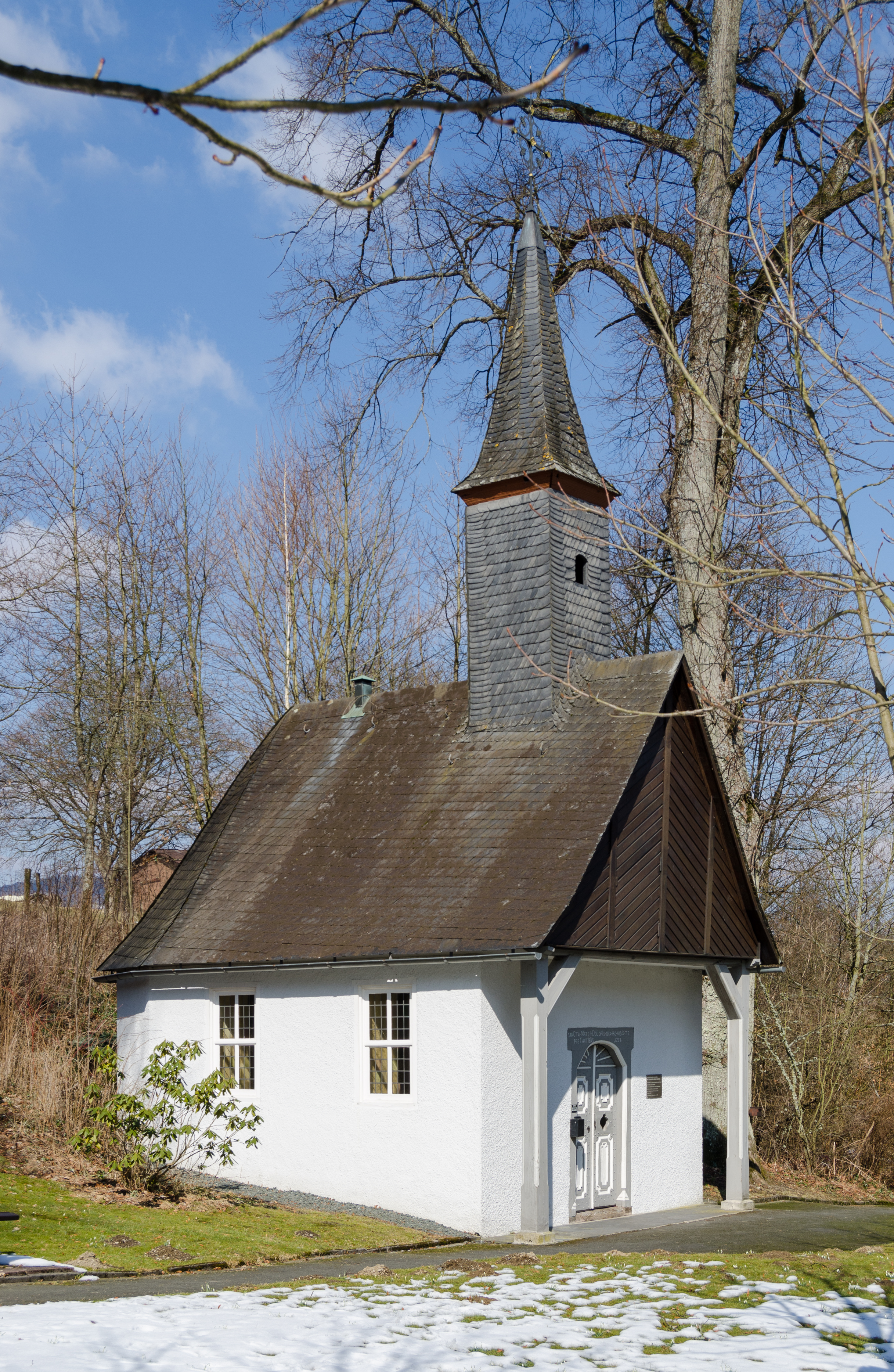
Küsterlandkapelle (2013)

Die Küsterlandkapelle ist ein denkmalgeschütztes Kirchengebäude in Assinghausen, einem Ortsteil der Stadt Olsberg im Hochsauerlandkreis (Nordrhein-Westfalen).

## Geschichte und Architektur
Die Kapelle auf dem Küsterland ist der schmerzhaften Muttergottes geweiht. Das verputzte Bruchsteingebäude mit unregelmäßigem 3/8-Schluss liegt malerisch unter alten Bäumen. Sie liegt an einem alten Handelsweg und wurde als Fuhrmannskapelle gebaut. Das rechteckige Gebäude mit flacher Holzdecke ist durch vier Fenster mit Segmentbögen gegliedert. Die Fenster- und Türrahmen sind aus Holz. Der Chor steht an der Westseite. In die Ostfront ist eine schöne Tür eingebaut, auf deren Sturz sich eine Inschrift befindet: SANCTA MATER DOLORIS ORA PRO NOBIS TE PRECANTIBVS (1758). Der Fußboden aus Schieferplättchen in Fischgrätmuster steigt nach Westen an. Das Dach ist mit Schiefer eingedeckt und wird von einem Dachreiter bekrönt. Im Altar befindet sich ein ausdrucksvolles Vesperbild, vermutlich vom Anfang des 16. Jahrhunderts.
Ebenfalls gehören zum Bereich der Küsterlandkapelle die Kapelle des blutschwitzenden Heilandes und die Lourdesgrotte. In der Kapelle des blutschwitzenden Heilandes ist die Ölbergszene mit fast lebensgroßen Figuren nachgebildet. Die Kapelle ist auch der Ausgangspunkt eines historischen Kreuzweges.

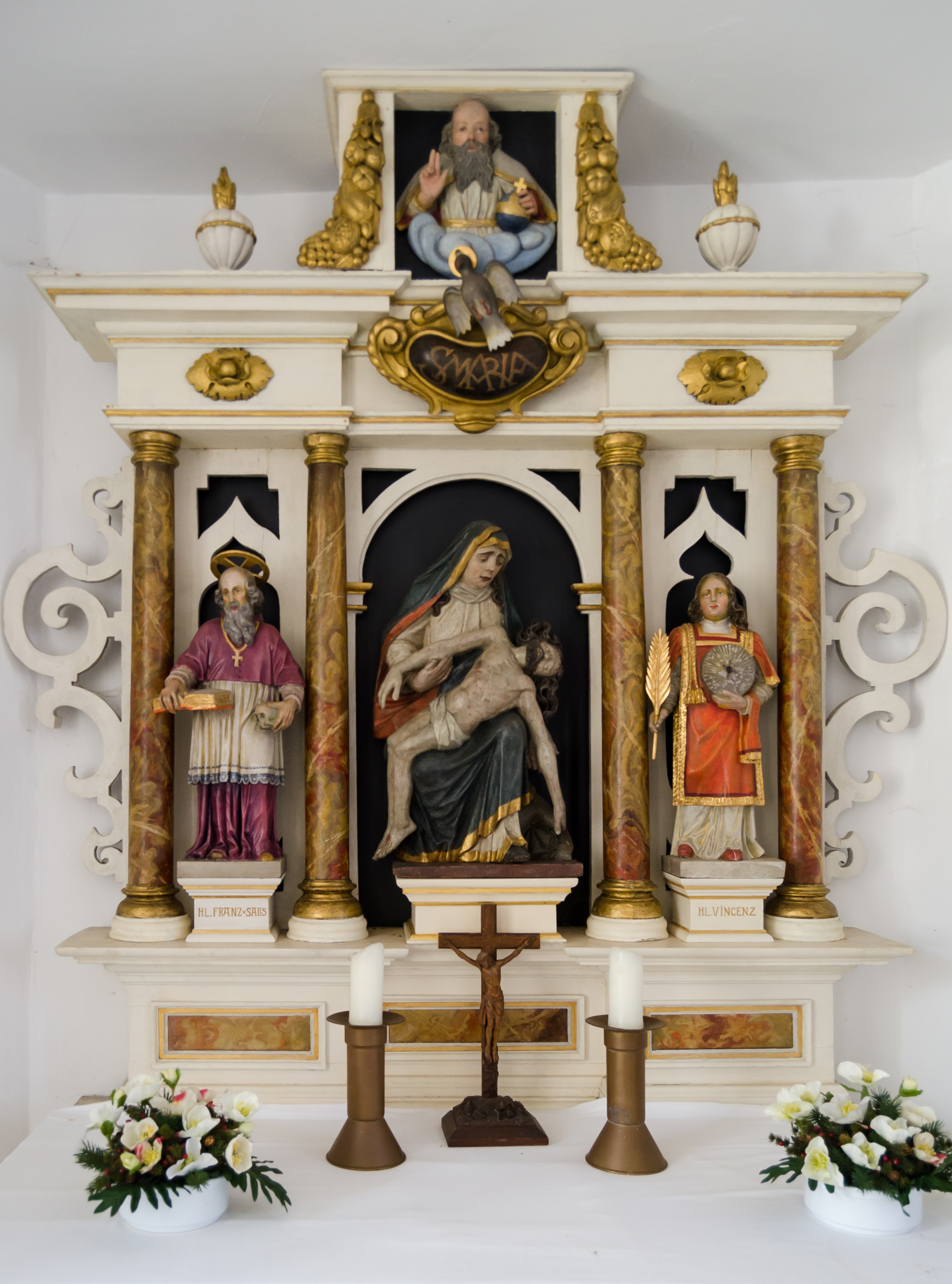
Altar der Schmerzhaften Mutter
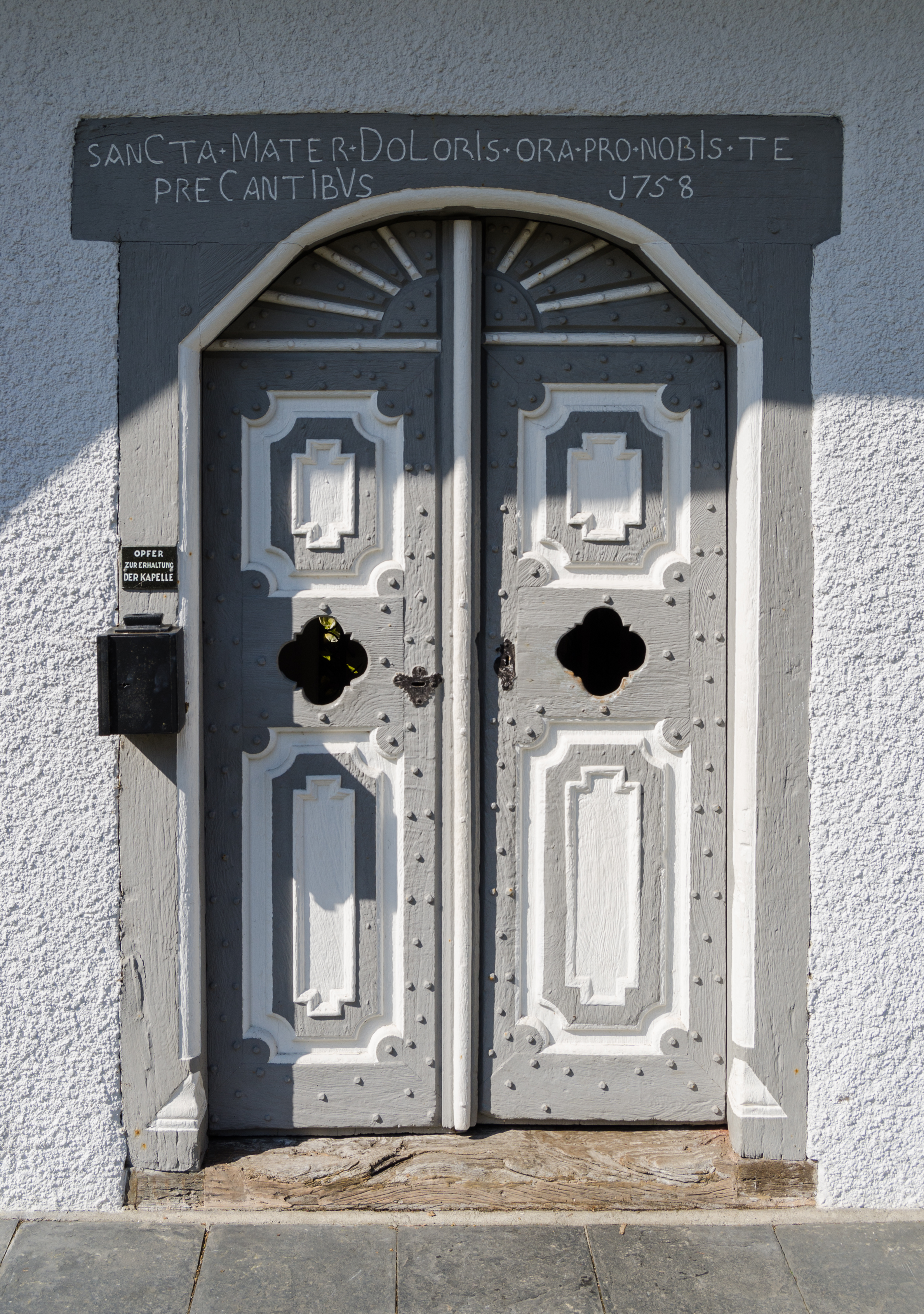
Historische Tür